# Njogu Demba-Nyrén
Njogu Demba-Nyrén (ur. 26 czerwca 1979 w Bakau) – gambijski piłkarz występujący na pozycji napastnika.

## Kariera klubowa
Demba-Nyrén urodził się w Gambii, ale jako dziecko wyemigrował z rodziną do Szwecji. W wieku 7 lat rozpoczął tam treningi w klubie Falu BS. W 1998 roku został włączony do jego pierwszej drużyny, grającej w czwartej lidze. W 2000 roku odszedł do zespołu BK Häcken z Allsvenskan. W rozgrywkach tych zadebiutował 14 maja 2000 w przegranym 2:4 pojedynku z Halmstadem, a 22 kwietnia 2000 w wygranym 2:1 spotkaniu z Sundsvallem strzelił swojego pierwszego gola w Allsvenskan. W 2001 roku przeszedł do greckiej Gianniny, grającej w drugiej lidze i spędził tam sezon 2001/2002.
W 2002 roku Demba-Nyrén został zawodnikiem pierwszoligowego Arisu Saloniki. Jego barwy reprezentował przez jeden sezon. W połowie 2003 roku przeszedł do bułgarskiego Lewskiego Sofia. W A PFG pierwszy raz wystąpił 8 sierpnia 2003 w meczu przeciwko Czernomorcowi (2:1). W styczniu 2004 wrócił do Grecji, gdzie został graczem Panathinaikosu. W tym samym roku zdobył z nim mistrzostwo Grecji oraz Puchar Grecji, a w styczniu 2005 został wypożyczony do także pierwszoligowej Kerkiry.
W połowie 2005 roku podpisał kontrakt z duńskim Esbjergiem. W Superligaen zadebiutował 21 sierpnia 2005 w zremisowanym 0:0 spotkaniu z AC Horsens. 16 października 2005 w wygranym 2:1 pojedynku z Aalborgiem zdobył natomiast pierwszą bramkę w Superligaen. W 2006 roku dotarł z zespołem do finału Pucharu Danii, jednak Esbjerg uległ tam ekipie Randers FC.
Na początku 2008 roku Demba-Nyrén dołączył do norweskiego SK Brann. W Tippeligaen pierwszy mecz zaliczył 5 kwietnia 2008 przeciwko Aalesundowi (2:4). 27 kwietnia 2008 w wygranym 2:1 spotkaniu z Lillestrøm SK strzelił zaś pierwszego gola w Tippeligaen.
W 2009 roku przeszedł do duńskiego Odense, z którym dwukrotnie wywalczył wicemistrzostwo Danii (2009, 2010). W 2011 roku podpisał kontrakt z trzecioligowym angielskim klubem Notts County. Następnie grał w Esbjergu, a także w szwedzkich drużynach IK Brage, Dalkurd FF, Falu FK oraz Dalhem IF. W 2015 roku zakończył karierę.

## Kariera reprezentacyjna
W reprezentacji Gambii Demba-Nyrén zadebiutował 7 października 2006 w przegranym 0:1 meczu eliminacji Pucharu Narodów Afryki 2008 z Algierią. 6 września 2008 w wygranym 3:0 pojedynku eliminacji Mistrzostw Świata 2010 z Liberią strzelił 2 gole, które były jego pierwszymi w kadrze. W latach 2006–2011 w drużynie narodowej rozegrał 15 spotkań i zdobył 3 bramki.